# Copa do Brasil de Futebol Feminino de 2025
A Copa do Brasil Feminina de 2025 é a décima primeira edição desta competição futebolística da modalidade feminina organizada pela Confederação Brasileira de Futebol (CBF). A competição retorna ao calendário nacional após um hiato de oito anos e está sendo disputada por 65 equipes entre 21 de maio e 19 de novembro de 2025. O clube campeão garantirá vaga na Supercopa do Brasil de 2026.

## Antecedentes
Com o crescimento do futebol feminino no início dos anos 2000, impulsionado por grandes campanhas da Seleção Brasileira, a Confederação Brasileira de Futebol (CBF) decidiu criar um torneio nacional oficial para a modalidade. O desempenho da seleção nos Jogos Olímpicos de 2004, na qual conquistou a medalha de prata, o título nos Jogos Pan-Americanos de 2007 e o vice-campeonato na Copa do Mundo de 2007, demonstraram o potencial do futebol feminino no país e a necessidade de um torneio estruturado.
Até então, as competições nacionais femininas ocorriam de maneira irregular, com torneios esporádicos sob diferentes nomenclaturas, como a Taça Brasil, disputada entre 1983 e 2007. Com isso, a CBF lançou em 2007 a Copa do Brasil Feminina, visando incentivar clubes que mantinham elencos femininos e fomentar o surgimento de novas jogadoras no cenário nacional, em alinhamento com o Estatuto do Torcedor. O torneio foi disputado no formato mata-mata, reunindo clubes de todas as regiões do país, e serviu como a principal competição de clubes femininos por quase uma década.
Entre 2007 e 2016, a competição consolidou-se como um dos pilares do futebol feminino no Brasil, servindo como vitrine para jogadoras e proporcionando visibilidade às equipes femininas em um cenário que ainda carecia de investimentos estruturais. Nesse período, clubes como Santos e São José se destacaram, conquistando dois títulos cada e reafirmando a força do futebol paulista na modalidade feminina. Ainda durante essa fase, Audax, Duque de Caxias, Ferroviária, Foz Cataratas, Kindermann e Saad também conquistaram o torneio uma vez. A competição servia como classificatória para definir o representante brasileiro na  Copa Libertadores Feminina, o que aumentava sua relevância no calendário nacional.
No entanto, em 2017, a CBF promoveu uma reformulação no calendário do futebol feminino, ampliando o Campeonato Brasileiro e criando a Série A2, estabelecendo uma estrutura de acesso e descenso. Como consequência, a Copa do Brasil Feminina foi descontinuada. A entidade oficializou o fim do torneio ao divulgar o calendário da temporada de 2017, justificando que a nova organização daria mais estabilidade e continuidade às competições femininas.
Após oito anos de hiato, a CBF anunciou o retorno da Copa do Brasil Feminina para 2025, aumentando para 64 equipes, desta forma, dobrando o número de participantes em relação à sua primeira era. A competição manterá o formato eliminatório e agora servirá como classificatória para a Supercopa do Brasil.

## Formato e participantes
Em 2025, a competição aumentou o número total de participantes para 65, sendo formado pelas equipes das três divisões nacionais: 16 da série A1, 16 da série A2, 32 da série A3 e o Paraíso — 47.º colocado do Ranking da CBF de Futebol Feminino, mas que não participa de nenhum das séries do Campeonato Brasileiro. O regulamento conta com uma disputa entre Juventude-SE e Paraíso (fase preliminar) e o vencedor se junta aos clubes da terceira divisão, que serão sorteados em dezesseis confrontos para selecionar os clubes que avançam para a segunda etapa, esta será a primeira fase. Na sequência, os classificados da primeira fase duelarão com os times da Série A2, e esta será a segunda fase, e os vitoriosos enfrentarão os 16 times da primeira divisão, que será a terceira fase. A partir daí, o mata-mata continua com os clubes restantes (oitavas, quartas e semifinais) até a decisão (final), sempre com sorteio dos confrontos e mandos de campo. Todos os duelos serão em jogo único. Os participantes são:
| Federação           | Participantes          | Fase       | Título          |
| ------------------- | ---------------------- | ---------- | --------------- |
| Acre                | Galvez                 | 1.ª        | —               |
| Alagoas             | Guarani de Paripueira  | 1.ª        | —               |
| Alagoas             | UDA                    | 1.ª        | —               |
| Amapá               | Ypiranga-AP            | 1.ª        | —               |
| Amazonas            | Manaus                 | 1.ª        | —               |
| Amazonas            | Recanto Interativo     | 1.ª        | —               |
| Amazonas            | Tarumã                 | 1.ª        | —               |
| Amazonas            | Itacoatiara            | 2.ª        | —               |
| Amazonas            | 3B da Amazônia         | 3.ª        | —               |
| Bahia               | Atlético de Alagoinhas | 1.ª        | —               |
| Bahia               | Doce Mel               | 1.ª        | —               |
| Bahia               | Vitória                | 2.ª        | —               |
| Bahia               | Bahia                  | 3.ª        | —               |
| Ceará               | Ceará                  | 1.ª        | —               |
| Ceará               | Fortaleza              | 2.ª        | —               |
| Distrito Federal    | CRESSPOM               | 1.ª        | —               |
| Distrito Federal    | Minas Brasília         | 2.ª        | —               |
| Distrito Federal    | Real Brasília          | 3.ª        | —               |
| Espírito Santo      | Prosperidade           | 1.ª        | —               |
| Goiás               | Vila Nova              | 1.ª        | —               |
| Maranhão            | IAPE                   | 1.ª        | —               |
| Mato Grosso         | Operário FC            | 1.ª        | —               |
| Mato Grosso         | Ação                   | 2.ª        | —               |
| Mato Grosso         | Mixto                  | 2.ª        | —               |
| Mato Grosso do Sul  | Operário-MS            | 1.ª        | —               |
| Minas Gerais        | Itabirito              | 1.ª        | —               |
| Minas Gerais        | Atlético Mineiro       | 2.ª        | —               |
| Minas Gerais        | América Mineiro        | 3.ª        | —               |
| Minas Gerais        | Cruzeiro               | 3.ª        | —               |
| Pará                | Tuna Luso              | 1.ª        | —               |
| Pará                | Paysandu               | 2.ª        | —               |
| Pará                | Remo                   | 2.ª        | —               |
| Paraíba             | Mixto-PB               | 1.ª        | —               |
| Paraná              | Coritiba               | 1.ª        | —               |
| Paraná              | Toledo                 | 1.ª        | —               |
| Pernambuco          | Ipojuca                | 1.ª        | —               |
| Pernambuco          | Sport                  | 3.ª        | —               |
| Piauí               | Atlético Piauiense     | 1.ª        | —               |
| Rio de Janeiro      | Pérolas Negras         | 1.ª        | —               |
| Rio de Janeiro      | Botafogo               | 2.ª        | —               |
| Rio de Janeiro      | Vasco da Gama          | 2.ª        | —               |
| Rio de Janeiro      | Flamengo               | 3.ª        | —               |
| Rio de Janeiro      | Fluminense             | 3.ª        | —               |
| Rio Grande do Norte | União-RN               | 1.ª        | —               |
| Rio Grande do Sul   | Brasil de Farroupilha  | 1.ª        | —               |
| Rio Grande do Sul   | Grêmio                 | 3.ª        | —               |
| Rio Grande do Sul   | Internacional          | 3.ª        | —               |
| Rio Grande do Sul   | Juventude              | 3.ª        | —               |
| Rondônia            | Rolim de Moura         | 1.ª        | —               |
| Roraima             | São Raimundo-RR        | 1.ª        | —               |
| Roraima             | Rio Negro-RR           | 2.ª        | —               |
| Santa Catarina      | Criciúma               | 1.ª        | —               |
| Santa Catarina      | Avaí/Kindermann        | 2.ª        | 1 (2015)        |
| São Paulo           | Pinda                  | 1.ª        | —               |
| São Paulo           | Realidade Jovem        | 1.ª        | —               |
| São Paulo           | AD Taubaté             | 2.ª        | —               |
| São Paulo           | Santos                 | 2.ª        | 2 (2008 e 2009) |
| São Paulo           | São José-SP            | 2.ª        | 2 (2012 e 2013) |
| São Paulo           | Corinthians            | 3.ª        | —               |
| São Paulo           | Ferroviária            | 3.ª        | 1 (2014)        |
| São Paulo           | Palmeiras              | 3.ª        | —               |
| São Paulo           | Red Bull Bragantino    | 3.ª        | —               |
| São Paulo           | São Paulo              | 3.ª        | —               |
| Sergipe             | Juventude-SE           | Preliminar | —               |
| Tocantins           | Paraíso                | Preliminar | —               |

## Fases iniciais
Em 2 de maio, a CBF divulgou os documentos técnicos com o formato da competição, a tabela básica e o regulamento específico do torneio.
Serão 65 clubes. Haverá uma fase preliminar (não prevista nas primeiras informações sobre a competição) entre Juventude-SE e Paraíso — 47.º colocado do Ranking da CBF de Futebol Feminino, mas que não participa de nenhum das séries do Campeonato Brasileiro.
Em 9 de maio, a CBF realizou o sorteio da fase preliminar e da primeira fase.

### Fase preliminar
A fase preliminar definirá o último clube a fazer parte da primeira fase. Será um jogo único entre Juventude-SE e Paraíso, em 21 de maio.
| Equipes da fase preliminar          |
| ----------------------------------- |
| 1. Paraíso (47) 2. Juventude-SE (—) |

| 21 de maio Jogo 1 | Juventude-SE | 0 – 0 (4–3 pen.)                     | Paraíso | Aracaju                                                                                   |  |
| 15:00             |              | CBF (Súmula) CBF (Borderô) Soccerway |         | Estádio: Batistão Público: 55 Renda: R$ 0,00 Árbitro: RN Mariana Regina de Paiva Oliveira |  |

### Primeira fase
Nesta fase, se encontrarão as 31 equipes da Série A3 do Campeonato Brasileiro mais o vencedor da partida da fase preliminar. As partidas, em jogo único, devem acontecer, segundo o calendário preliminar, em 28 de maio. Em 12 de maio, a CBF sorteou os confrontos e mandos de campo e, em 13 de maio, divulgou as datas e locais das partidas.
| Equipes da Série A3 + fase preliminar |
| --- |
| 1. Ceará (22) 2. UDA (24) 3. CRESSPOM (28) 4. Doce Mel (38) 5. Vila Nova (40) 6. Recanto Interativo (43) 7. Toledo (44) 8. Ypiranga-AP (48) 9. Operário-MS (49) 10. Brasil de Farroupilha (51) 11. Criciúma (52) 12. São Raimundo-RR (52) 13. Pinda (54) 14. IAPE (57) 15. Mixto-PB (58) 16. Tarumã (58) 17. Coritiba (61) 18. União-RN (62) 19. Realidade Jovem (65) 20. Pérolas Negras (84) 21. Operário FC (104) 22. Itabirito (—) 23. Manaus (—) 24. Atlético de Alagoinhas (—) 25. Tuna Luso (—) 26. Ipojuca (—) 27. Guarani de Paripueira (—) 28. Rolim de Moura (—) 29. Atlético Piauiense (—) 30. Galvez (—) 31. Prosperidade (—) 32. Juventude-SE (—) |

| 28 de maio Jogo 3 | Toledo      | 1 – 3                                | Brasil de Farroupilha                      | Toledo                                                               |  |
| 15:00             | Jhoka 45+3' | CBF (Súmula) CBF (Borderô) Soccerway | Ingrid 3' · Larissa 27' · Emmily Karla 88' | Estádio: 14 de Dezembro Renda: R$ 0,00 Árbitra: SC Jaqueline Blasius |  |

| 28 de maio Jogo 4 | Pinda                         | 3 – 1                                | São Raimundo-RR | Pindamonhangaba                                                                      |  |
| 15:00             | Tanque 26', 57' · Tainara 36' | CBF (Súmula) CBF (Borderô) Soccerway | Erika 50'       | Estádio: Antonio Pinheiro Junior Renda: R$ 0,00 Árbitra: RJ Jenifer Alves de Freitas |  |

| 28 de maio Jogo 5 | Realidade Jovem                                                  | 5 – 0                                | Recanto Interativo | São José do Rio Preto                                                                      |  |
| 15:00             | Naely 3' · Miriele 23' (pen.) · Ingrid 41', 89' · Patricia 90+2' | CBF (Súmula) CBF (Borderô) Soccerway |                    | Estádio: João Mendes Athayde Renda: R$ 0,00 Árbitra: PR Maria Luiza Brandellero dos Santos |  |

| 28 de maio Jogo 6 | Ceará               | 1 – 1 (1–3 pen.)                     | Rolim de Moura | Itaitinga                                                                         |  |
| 15:00             | Emilly Kaillany 87' | CBF (Súmula) CBF (Borderô) Soccerway | Tatiane 15'    | Estádio: Cidade Vozão Renda: R$ 0,00 Árbitra: RN Mariana Regina de Paiva Oliveira |  |

| 28 de maio Jogo 9 | Mixto-PB | 0 – 1                                | Operário-MS  | João Pessoa                                                                     |  |
| 15:00             |          | CBF (Súmula) CBF (Borderô) Soccerway | Marielle 88' | Estádio: Almeidão Público: 22 Renda: R$ 0,00 Árbitra: PE Deborah Cecilia (FIFA) |  |

| 28 de maio Jogo 11 | Doce Mel                                                              | 4 – 1                                | IAPE        | Jequié                                                                                           |  |
| 15:00              | Gaby 45' · Lais 55' (pen.) · Karen 89' · Juliana Pereira 90+4' (pen.) | CBF (Súmula) CBF (Borderô) Soccerway | Sirlane 33' | Estádio: Waldomirão Público: 202 Renda: R$ 202,00 Árbitra: MG Francielly Fernanda Lima de Castro |  |

| 28 de maio Jogo 15 | UDA | 0 – 0 (4–5 pen.)                     | Coritiba | Maceió                                                              |  |
| 15:00              |     | CBF (Súmula) CBF (Borderô) Soccerway |          | Estádio: Rei Pelé Renda: R$ 0,00 Árbitra: SE Thayslane Costa (FIFA) |  |

| 28 de maio Jogo 10 | Vila Nova     | 1 – 2                                | Atlético Piauiense | Goiânia                                                                                        |  |
| 15:30              | Elisvania 40' | CBF (Súmula) CBF (Borderô) Soccerway | Jaine 32', 57'     | Estádio: Pedro Ludovico Teixeira Público: 16 Renda: R$ 0,00 Árbitra: DF Cassia Franca de Souza |  |

| 28 de maio Jogo 2 | Ipojuca | 0 – 0 (5–4 pen.)                     | Atlético de Alagoinhas | Ipojuca                                                                                            |  |
| 16:00             |         | CBF (Súmula) CBF (Borderô) Soccerway |                        | Estádio: Antônio Dourado Público: 10 Renda: R$ 0,00 Árbitra: PB Ruthyanna Camila Medeiros da Silva |  |

| 28 de maio Jogo 8 | Operário FC | 0 – 1                                | Prosperidade | Cuiabá                                                                         |  |
| 16:00             |             | CBF (Súmula) CBF (Borderô) Soccerway | Bruna 66'    | Estádio: Dutrinha Público: 42 Renda: R$ 0,00 Árbitra: MS Karina Carvalho Rocha |  |

| 28 de maio Jogo 14 | Ypiranga-AP              | 2 – 0                                | Galvez | Macapá                                                             |  |
| 16:00              | Loirinha 36' · Lopez 71' | CBF (Súmula) CBF (Borderô) Soccerway |        | Estádio: Glicerão Renda: R$ 0,00 Árbitra: PA Suanny Aires de Sousa |  |

| 28 de maio Jogo 16 | Manaus                                  | 4 – 3                                | Guarani de Paripueira                | Manaus                                                                            |  |
| 16:00              | Sabrina 6', 10' · Karen 24', 59' (pen.) | CBF (Súmula) CBF (Borderô) Soccerway | Tayna 17' · Costinha 31' · Índia 84' | Estádio: Colina Público: 53 Renda: R$ 0,00 Árbitra: RR Eliane Nogueira dos Santos |  |

| 28 de maio Jogo 12 | Tarumã     | 1 – 2                                | Juventude-SE                   | Manaus                                                                                 |  |
| 20:00              | Eniele 76' | CBF (Súmula) CBF (Borderô) Soccerway | Kim 52' · Cleideane 69' (g.c.) | Estádio: Carlos Zamith Público: 56 Renda: R$ 0,00 Árbitra: PA Gleika Oliveira Pinheiro |  |

| 29 de maio Jogo 7 | Tuna Luso             | 1 – 1 (4–3 pen.)                     | CRESSPOM     | Belém                                                          |  |
| 15:00             | Lora Soure 61' (pen.) | CBF (Súmula) CBF (Borderô) Soccerway | Naiara 45+3' | Estádio: Souza Renda: R$ 0,00 Árbitra: AM Adriana Costa Farias |  |

| 29 de maio Jogo 13 | Criciúma      | 1 – 2                                | Pérolas Negras             | Criciúma                                                                           |  |
| 19:30              | Ana Paula 68' | CBF (Súmula) CBF (Borderô) Soccerway | Thais 22' · Andrezinha 26' | Estádio: Heriberto Hülse Público: 105 Renda: R$ 0,00 Árbitra: RS Andressa Hartmann |  |

| 29 de maio Jogo 17 | Itabirito                                             | 5 – 1                                | União-RN     | Nova Lima                                                                                   |  |
| 20:00              | Giovana 18', 84' · Evelin 51' · Aline 76' · Carol 78' | CBF (Súmula) CBF (Borderô) Soccerway | Naiara 90+1' | Estádio: Castor Cifuentes Público: 300 Renda: R$ 0,00 Árbitra: SP Talita Ximenes de Freitas |  |

### Segunda fase
Nesta fase, se encontrarão as 16 equipes da Série A2 do Campeonato Brasileiro e as 16 equipes vencedoras das partidas da primeira fase. As partidas, em jogo único, devem acontecer, segundo o calendário preliminar, em 11 de junho. A CBF sorteou os confrontos e mandos de campo em 2 de junho, às 13 horas e 30 minutos (horário de Brasília). Em 3 de junho, a CBF divulgou a tabela de jogos desta fase.
| Equipes da Série A2 + vencedores da 1.ª fase |
| --- |
| 1. Santos (6) 2. Avaí/Kindermann (10) 3. Atlético Mineiro (12) 4. Botafogo (15) 5. São José-SP (18) 6. Minas Brasília (20) 7. Fortaleza (21) 8. Itacoatiara (25) 9. Mixto (30) 10. Vasco da Gama (31) 11. AD Taubaté (32) 12. Remo (35) 13. Doce Mel (38) 14. Vitória (45) 15. Ypiranga-AP (48) 16. Operário-MS (49) 17. Brasil de Farroupilha (51) 18. Pinda (54) 19. Coritiba (61) 20. Realidade Jovem (65) 21. Paysandu (66) 22. Ação (69) 23. Rio Negro-RR (70) 24. Pérolas Negras (84) 25. Atlético Piauiense (—) 26. Ipojuca (—) 27. Itabirito (—) 28. Juventude-SE (—) 29. Manaus (—) 30. Prosperidade (—) 31. Rolim de Moura (—) 32. Tuna Luso (—) |

| 9 de junho Jogo 21 | Doce Mel | 2 – 3 | Pinda | Jequié              |  |
| 15:00              |          |       |       | Estádio: Waldomirão |  |

| 10 de junho Jogo 25 | Botafogo | 1 – 1 (4–3 pen.) | Tuna Luso | Rio de Janeiro         |  |
| 19:00               |          |                  |           | Estádio: Nilton Santos |  |

| 11 de junho Jogo 19 | Atlético Mineiro | 4 – 0 | Paysandu | Contagem                |  |
| 15:00               |                  |       |          | Estádio: Arena Gregorão |  |

| 11 de junho Jogo 20 | São José-SP | 2 – 2 (4–2 pen.) | Ypiranga-AP | São José dos Campos                        |  |
| 15:00               |             |                  |             | Estádio: Centro Poliesportivo João do Pulo |  |

| 11 de junho Jogo 23 | Vasco da Gama | 2 – 1 | Minas Brasília | Nova Iguaçu              |  |
| 15:00               |               |       |                | Estádio: Nivaldo Pereira |  |

| 11 de junho Jogo 24 | Atlético Piauiense | 2 – 0 | Ação | Teresina          |  |
| 15:00               |                    |       |      | Estádio: Albertão |  |

| 11 de junho Jogo 26 | AD Taubaté | 0 – 2 | Avaí/Kindermann | Taubaté             |  |
| 15:00               |            |       |                 | Estádio: Joaquinzão |  |

| 11 de junho Jogo 27 | Realidade Jovem | 1 – 0 | Rio Negro-RR | São José do Rio Preto        |  |
| 15:00               |                 |       |              | Estádio: João Mendes Athayde |  |

| 11 de junho Jogo 31 | Remo | 1 – 1 (2–4 pen.) | Operário-MS | Belém               |  |
| 15:00               |      |                  |             | Estádio: Mangueirão |  |

| 11 de junho Jogo 33 | Juventude-SE | 2 – 4 | Fortaleza | Aracaju           |  |
| 15:00               |              |       |           | Estádio: Batistão |  |

| 11 de junho Jogo 29 | Manaus | 2 – 2 (6–5 pen.) | Ipojuca | Manaus          |  |
| 16:00               |        |                  |         | Estádio: Colina |  |

| 11 de junho Jogo 22 | Coritiba | 2 – 1 | Rolim de Moura | Colombo                 |  |
| 19:00               |          |       |                | Estádio: CT da Graciosa |  |

| 11 de junho Jogo 28 | Prosperidade | 1 – 1 (3–4 pen.) | Mixto | Vargem Alta             |  |
| 19:00               |              |                  |       | Estádio: Almiro Ofranti |  |

| 11 de junho Jogo 18 | Itabirito | 0 – 1 | Vitória | Nova Lima                 |  |
| 20:00               |           |       |         | Estádio: Castor Cifuentes |  |

| 11 de junho Jogo 32 | Brasil de Farroupilha | 1 – 1 (3–2 pen.) | Itacoatiara | Farroupilha           |  |
| 20:00               |                       |                  |             | Estádio: Castanheiras |  |

| 11 de junho Jogo 30 | Santos | 3 – 0 | Pérolas Negras | Santos                |  |
| 21:00               |        |       |                | Estádio: Vila Belmiro |  |

### Terceira fase
Nesta fase, se encontrarão as 16 equipes da Série A1 do Campeonato Brasileiro e as 16 equipes vencedoras das partidas da segunda fase. As partidas, em jogo único, devem acontecer, segundo o calendário preliminar, em 6 de agosto. A CBF sorteará os confrontos e mandos de campo.
| Equipes da Série A1 + vencedores da 2.ª fase |
| --- |
| 1. Corinthians (1) 2. Ferroviária (2) 3. São Paulo (3) 4. Palmeiras (4) 5. Internacional (5) 6. Santos (6) 7. Grêmio (7) 8. Flamengo (8) 9. Cruzeiro (9) 10. Avaí/Kindermann (10) 11. Real Brasília (11) 12. Atlético Mineiro (12) 13. Red Bull Bragantino (13) 14. Bahia (14) 15. Botafogo (15) 16. Fluminense (16) 17. América Mineiro (17) 18. São José-SP (18) 19. Fortaleza (21) 20. Sport (27) 21. 3B da Amazônia (29) 22. Mixto (30) 23. Vasco da Gama (31) 24. Juventude (34) 25. Vitória (45) 26. Operário-MS (49) 27. Brasil de Farroupilha (51) 28. Pinda (54) 29. Coritiba (61) 30. Realidade Jovem (65) 31. Manaus (—) 32. Atlético Piauiense (—) |

| 5 de agosto | Juventude | 2 – 2 (4–2 pen.) | Fortaleza | Caxias do Sul           |  |
| 15:00       |           |                  |           | Estádio: Alfredo Jaconi |  |

| 5 de agosto | Atlético Piauiense | 3 – 0 | São José-SP | Teresina          |  |
| 15:00       |                    |       |             | Estádio: Albertão |  |

| 5 de agosto | Sport | 10 – 0 | Manaus | Recife                  |  |
| 15:00       |       |        |        | Estádio: Ilha do Retiro |  |

| 5 de agosto | Red Bull Bragantino | 2 – 1 | Botafogo | Santana de Parnaíba                                          |  |
| 19:00       |                     |       |          | Estádio: Estádio Municipal Prefeito Gabriel Marques da Silva |  |

| 6 de agosto | Avaí/Kindermann | 0 – 4 | Palmeiras | Caçador                             |  |
| 15:00       |                 |       |           | Estádio: Estádio Salézio Kindermann |  |

| 6 de agosto | Coritiba | 1 – 5 | Ferroviária | Curitiba               |  |
| 15:00       |          |       |             | Estádio: Couto Pereira |  |

| 6 de agosto | Bahia | 1 – 0 | Grêmio | Feira de Santana          |  |
| 15:00       |       |       |        | Estádio: Joia da Princesa |  |

| 6 de agosto | Real Brasília | 0 – 2 | Atlético Mineiro | Gama              |  |
| 15:00       |               |       |                  | Estádio: Bezerrão |  |

| 6 de agosto | Flamengo | 6 – 0 | Operário-MS | Rio de Janeiro                   |  |
| 15:00       |          |       |             | Estádio: Estádio Luso-Brasileiro |  |

| 6 de agosto | Pinda | 1 – 1 (2–4 pen.) | Realidade Jovem | Pindamonhangaba                      |  |
| 15:00       |       |                  |                 | Estádio: Dr. Antônio Pinheiro Júnior |  |

| 6 de agosto | Cruzeiro | 1 – 1 (2–4 pen.) | Corinthians | Nova Lima                 |  |
| 16:30       |          |                  |             | Estádio: Castor Cifuentes |  |

| 6 de agosto | Internacional | 3 – 1 | 3B da Amazônia | Porto Alegre           |  |
| 19:00       |               |       |                | Estádio: Passo D'Areia |  |

| 6 de agosto | Vasco da Gama | 1 – 3 | São Paulo | Rio de Janeiro        |  |
| 19:30       |               |       |           | Estádio: São Januário |  |

| 6 de agosto | Mixto | 1 – 3 | Vitória | Cuiabá            |  |
| 20:00       |       |       |         | Estádio: Dutrinha |  |

| 7 de agosto | América Mineiro | 1 – 0 | Santos | Belo Horizonte               |  |
| 15:00       |                 |       |        | Estádio: Arena Independência |  |

| 7 de agosto | Fluminense | 3 – 0 | Brasil de Farroupilha | Rio de Janeiro       |  |
| 15:00       |            |       |                       | Estádio: Moça Bonita |  |

## Fases finais

### Oitavas de final (quarta fase)
Nesta fase, se encontrarão as 16 equipes vencedoras das partidas da terceira fase. As partidas, em jogo único, devem acontecer, segundo o calendário preliminar, em 17 de setembro. A CBF sorteará os confrontos e mandos de campo.
| Pote único |
| --- |
| 1. Corinthians (1) 2. Ferroviária (2) 3. São Paulo (3) 4. Palmeiras (4) 5. Internacional (5) 6. Flamengo (8) 7. Atlético Mineiro (12) 8. Red Bull Bragantino (13) 9. Bahia (14) 10. Fluminense (16) 11. América Mineiro (17) 12. Sport (27) 13. Juventude (34) 14. Vitória (45) 15. Realidade Jovem (65) 16. Atlético Piauiense (—) |

| 16 de setembro | Sport | – | Realidade Jovem | A definir |
| 15:00          |       |   |                 |           |

| 16 de setembro | Bahia | – | Atlético Mineiro | A definir |
| 18:00          |       |   |                  |           |

| 17 de setembro | Corinthians | – | Juventude | São Paulo                 |  |
| 15:00          |             |   |           | Estádio: Parque São Jorge |  |

| 17 de setembro | Red Bull Bragantino | – | Atlético Piauiense | Santana de Parnaíba               |  |
| 17:00          |                     |   |                    | Estádio: Gabriel Marques da Silva |  |

| 17 de setembro | São Paulo | – | Flamengo | A definir |
| 18:00          |           |   |          |           |

| 17 de setembro | Palmeiras | – | América Mineiro | Barueri                |  |
| 19:00          |           |   |                 | Estádio: Arena Barueri |  |

| 18 de setembro | Ferroviária | – | Vitória | Araraquara                    |  |
| 16:00          |             |   |         | Estádio: Arena Fonte Luminosa |  |

| 18 de setembro | Internacional | – | Fluminense | Porto Alegre           |  |
| 18:00          |               |   |            | Estádio: Passo D'Areia |  |

### Quartas de final (quinta fase)
Nesta fase, se encontrarão as oito equipes vencedoras das partidas da quarta fase (oitavas de final). As partidas, em jogo único, devem acontecer, segundo o calendário preliminar, em 24 de setembro. A CBF sorteará os confrontos e mandos de campo.

### Semifinais (sexta fase)
Nesta fase, se encontrarão as quatro equipes vencedoras das partidas da quinta fase (quartas de final). As partidas, em jogo único, devem acontecer, segundo o calendário preliminar, em 5 de novembro. A CBF sorteará os confrontos e mandos de campo.

### Final (sétima fase)
Nesta fase, se encontrarão as duas equipes vencedoras das partidas da sexta fase (semifinais). A partida deve acontecer, segundo o calendário preliminar, em 19 de novembro. A CBF sorteará o mando de campo.